# Академія кінематографічних мистецтв і наук
Американська Академія кінематографічних мистецтв і наук (англ. Academy of Motion Picture Arts and Sciences, AMPAS) заснована в штаті Каліфорнія 11 травня 1927 року як організація професіоналів на громадських засадах, створена для просування кінематографу. Членами Академії є 6000 професіоналів кіноіндустрії.
Академія відома по усьому світі своєю щорічною премією «Оскар». Крім цього Академія також проводить нагородження студентів Академії і до п'яти нагороджень спілки драматургів «Нікол». А також управляє бібліотекою Маргарет Герік в Беверлі-Гіллз (штат Каліфорнія) та Пікфорд Центром у Голлівуді (теж штат Каліфорнія).
Президентом Академії в цей час є Том Шерак.

## Історія
Ідея на створення Академії кінематографічних мистецтв і наук (АКМН) належить Луїсу Барт Маєру, голові Metro-Goldwyn-Mayer (MGM). Він хотів створити організацію, що змогла б покращити кіноіндустрію новими трудовими ресурсами. І в недільний вечір, Маєр і три інших великих тузи: актор Конрад Нагель, режисер Фред Нібло і голова об'єднання «Motion Picture and Television Producers», Фред Бітсон — сіли і обговорили це питання.

## Відділення академії
- Actors (актори);
- Art Directors (Художники-постановники);
- Cinematographers (Оператори);
- Directors (Режисери);
- Documentary (Документальні фільми);
- Executives (Керівництво);
- Film Editors (Монтажери);
- Makeup Artists & Hairstylists (Візажисти та стилісти);
- Music (Музика);
- Producers (Продюсери);
- Public Relations (Реклама, ПР-менеджери);
- Short Films and Feature Animation (Короткометражні фільми і Анімаційні фільми);
- Sound (Звук);
- Visual Effects (Візуальні ефекти);
- Writers (Сценаристи).

## Засновники Академії
| Актори - Річард Бартелмесс - Гарольд Ллойд - Конрад Нейджел - Мері Пікфорд - Мілтон Сіллс - Дуглас Фербенкс - Джек Гольт Продюсери - Фред Бітсон - Сід Громан - Чарльз Х. Крісті - Джессі Луїс Ласкі - М. С. Леві - Луїс Барт Маєр - Гаррі Рапф - Ірвінг Тальберг - Гаррі Ворнер - Джек Ворнер - Мілтон Гоффман - Джозеф Майкл Шенк | Режисери - Сесіль Блаунт Де Мілль - Генрі Кінг - Френк Ллойд - Фред Нібло - Джон М. Стал - Рауль Волш Сценаристи - Френк Е. Вудс - Бенджамін Глейзер - Джині Макферсон - Бесс Мередіт - Кері Вілсон - Джозеф Фарнхем Технічні працівники - Дж. Артур Болл - Седрік Гіббонс - Рой Дж. Померой Юристи - Джордж У. Коен - Едвін Лоуб |

Мова оригіналу: російська, мова перекладу: українська

## Президенти Академії

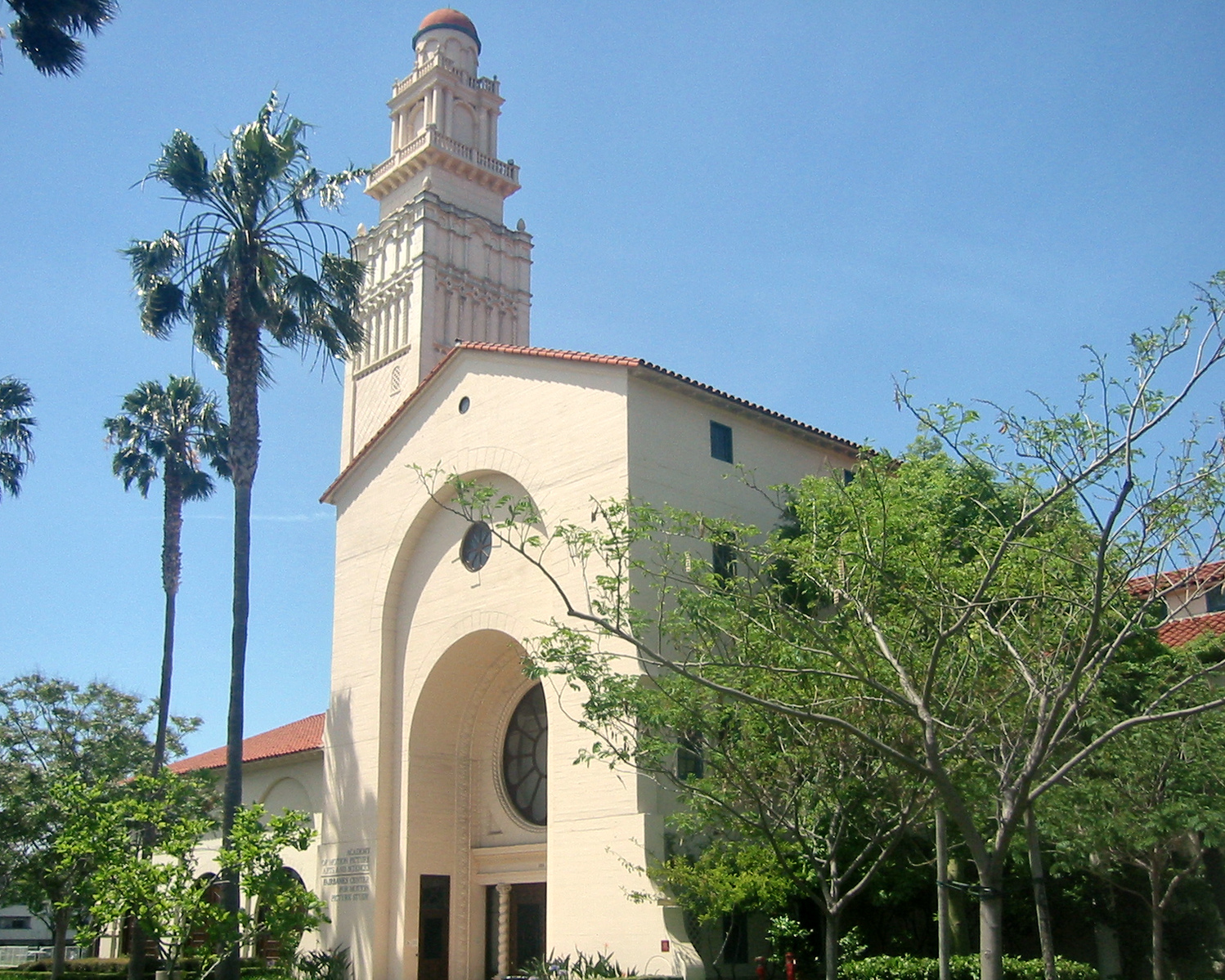
Fairbanks Center for Motion Picture Study будівля на Ла Сьєнега бульварі в Беверлі-Гіллз, Каліфорнія

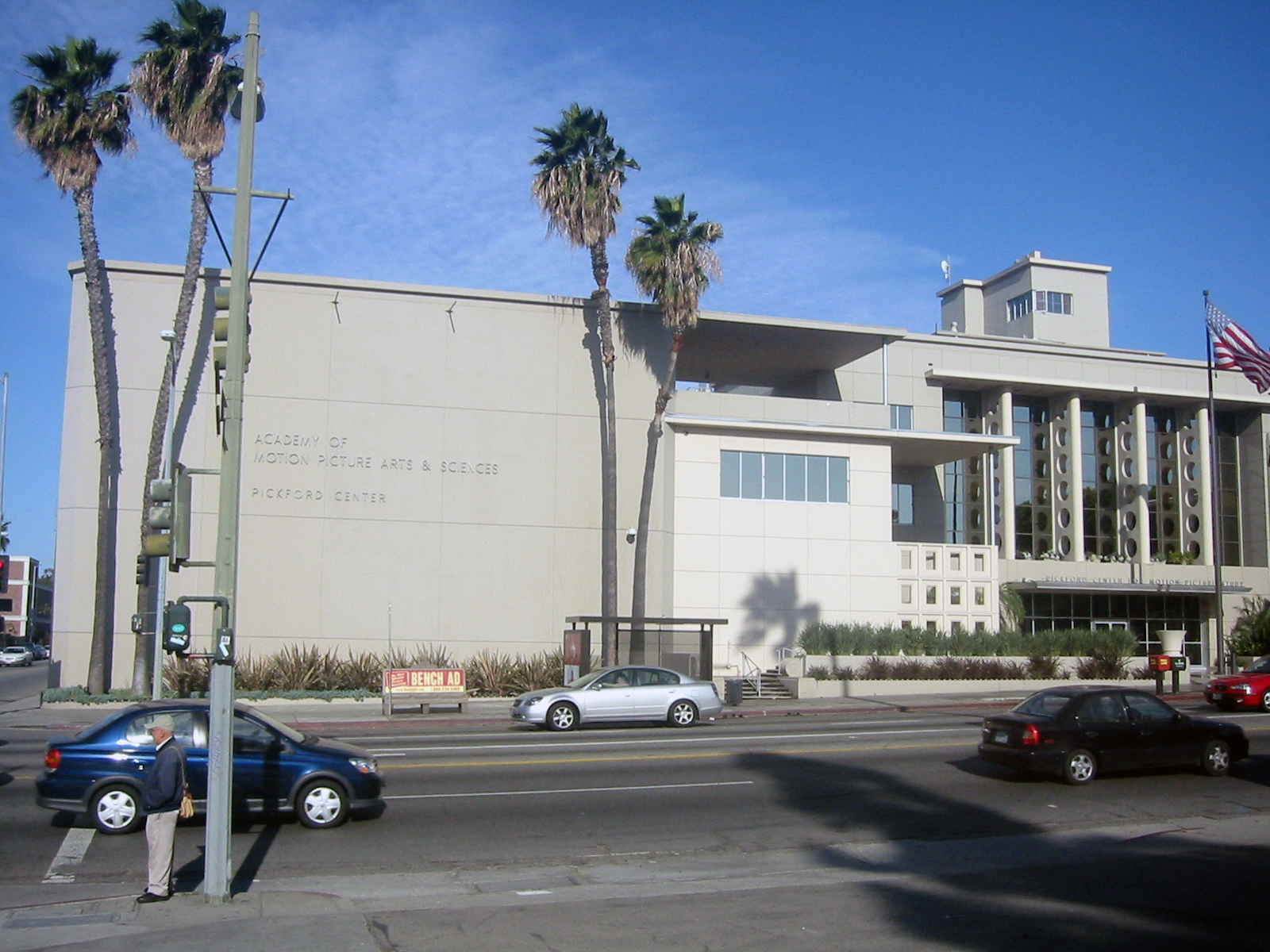
Пікфорд Центр з Motion Picture Study в районі Голлівуду.

Президенти вибираються строком на один рік і не можуть бути обрані більше, ніж на чотири терміни поспіль.
- Дуглас Фербенкс (1927–1929);
- Вільям де Мілль (1929–1931);
- М. С. Леві (1931–1932);
- Конрад Нейджел (1932–1933);
- Теодор Рід (1933–1934);
- Френк Ллойд (1934–1935);
- Френк Капра (1935–1939);
- Волтер Вангер (1939–1941, 1941–1945);
- Бетт Девіс (1941; пішла з посади через два місяці);
- Джин Гершолт (1945–1949);
- Чарльз Брекетт (1949–1955);
- Джордж Сітон (1955–1958);
- Джордж Стівенс (1958–1959);
- Б. Б. Кахейн (1959–1960);
- Валентайн Дейвіс (1960–1961);
- Вендел Корі (1961–1963);
- Артур Фрід (1963–1967);
- Грегорі Пек (1967–1970);
- Деніел Тарадаш (1970–1973);
- Волтер Міріш (1973–1977);
- Говард У. Кох (1977–1979);
- Фей Канін (1979–1983);
- Джин Аллен (1983–1985);
- Роберт Вайз (1985–1988);
- Річард Кан (1988–1989);
- Карл Молде (1989–1992);
- Роберт Реме (1992–1993, 1997–2001);
- Артур Гіллер (1993–1997);
- Френк Пірсон (2001–2005);
- Сід Геніс (2005–2009);
- Том Шерак (2009 — теперішній час).